# نیو گوشن (ایندیانا)
نیو گوشن (به انگلیسی: New Goshen) یک منطقهٔ مسکونی در ایالات متحده آمریکا است که در شهرستان ویگو، ایندیانا واقع شده‌است. نیو گوشن ۱۹۶ متر بالاتر از سطح دریا واقع شده‌است.